# Jules Jean Baptiste Vincent Bordet
Jules Jean Baptiste Vincent Bordet (Soignies, 13 giugno 1870 – Bruxelles, 6 aprile 1961) è stato un medico e batteriologo belga, celebre soprattutto per le sue fondamentali scoperte nel campo dell'immunologia che gli procurarono il premio Nobel per la medicina 1919.
Una delle sue scoperte più note è che per la lisi (distruzione) di un batterio da parte dell'organismo che lo ospita sono necessarie una sostanza specifica e relativamente stabile (l'anticorpo) e una sostanza non specifica, instabile al calore (oggi detta complemento). Il complemento è presente sia nei sieri sanguigni immuni sia in quelli non immuni.
Questa osservazione di grande importanza ha condotto alla conoscenza di molte reazioni immunologiche di impiego pratico. Molte di esse furono studiate da Bordet e sono ancora in uso.
Le tecniche da lui ideate contribuirono molto allo sviluppo dell'immunologia e quindi anche alla preparazione dei sieri e dei vaccini che oggi sono la salvezza di milioni di vite umane.
Figlio di un maestro elementare, Bordet si era laureato in medicina nel 1892 all'Université libre de Bruxelles. Poi aveva lavorato qualche anno all'Istituto Pasteur di Parigi e, tornato a Bruxelles, nel 1901 era diventato direttore dell'istituto batteriologico e nel 1907 professore di batteriologia all'Université libre.
Fu un ricercatore di vasti interessi, ma la maggior parte dei suoi lavori riguardano, oltre che l'immunologia, i batteriofagi (virus distruttori di batteri), la coagulazione del sangue e la pertosse.
Nel 1906 fu il primo a coltivare il germe della pertosse (Bordetella pertussis o bacillo di Bordet-Gengou) e ad aprire la strada per la preparazione del siero e del vaccino contro questa malattia.
Fu membro della massoneria.